# Resolutie 1373 Veiligheidsraad Verenigde Naties
Resolutie 1373 van de Veiligheidsraad van de Verenigde Naties werd unaniem door de VN-Veiligheidsraad aangenomen op 28 september 2001.

## Inhoud

### Waarnemingen
Alle daden van terrorisme waren, net als de aanslagen op 11 september 2001 (die enkele weken voor deze resolutie plaatsvonden), een bedreiging van de internationale vrede en veiligheid. Volgens het Handvest van de Verenigde Naties had eenieder het recht zich individueel of collectief te verdedigen. Terrorisme moest met alle mogelijke middelen bestreden worden.
Men was bezorgd om de opkomst van terrorisme in verschillende delen van de wereld, gemotiveerd door intolerantie of extremisme.
Landen werden opgeroepen samen te werken en zelf maatregelen te nemen om terreurdaden te voorkomen en onderdrukken. Volgens onder meer resolutie 1189 uit 1998 mochten landen geen terreurdaden plegen of eraan meewerken tegen een ander land.

### Handelingen
Alle landen moesten:
a. De financiering van terreurdaden voorkomen en onderdrukken,
b. Het ophalen van geld om terreurdaden te plegen strafbaar maken,
c. Dergelijke fondsen bevriezen,
d. Verbieden dat geld aan personen die met terrorisme te maken hebben wordt overgemaakt,
Alle landen moesten ook:
a. Zorgen dat ze geen steun verlenen aan terroristen,
b. Stappen nemen om terreurdaden te voorkomen, bijvoorbeeld door een ander land te waarschuwen,
c. Terroristen veilig onderkomen ontzeggen,
d. Voorkomen dat terreurdaden vanuit hun grondgebied worden gepleegd,
e. Zorgen dat terroristen berecht worden,
f. Elkaar zo veel mogelijk helpen bij onderzoeken naar terreurdaden,
g. De verplaatsing van terroristen voorkomen met grenscontroles.
Roept alle landen op om:
a. Meer informatie uit te wisselen over de activiteiten van terroristen,
b. Juridisch samen te werken om terreurdaden te voorkomen,
c. Akkoorden te sluiten om terreurdaden te voorkomen en actie te ondernemen tegen de daders,
d. Partij van de internationale verdragen tegen terrorisme te worden,
e. Meer samen te werken en deze verdragen volledig in de praktijk om te zetten,
f. Onderzoeken of asielzoekers betrokken waren bij terreuracties voor ze asiel krijgen,
g. Zorgen dat de status van vluchteling niet misbruikt wordt door terroristen.
Er is een nauw verband tussen terrorisme en internationale misdaad als illegale drugs, geld witwassen, illegale wapentrafiek en de illegale trafiek van nucleaire, chemische, biologische en andere dodelijke materialen. De internationale coördinatie van inspanningen hiertegen moest worden verbeterd.
Ten slotte werd een comité opgericht om de uitvoering van deze resolutie op te volgen. Alle landen werden gevraagd binnen de 90 dagen aan dit comité te rapporteren welke stappen ze hadden gezet.

## Verwante resoluties
- Resolutie 1269 Veiligheidsraad Verenigde Naties (1999)
- Resolutie 1368 Veiligheidsraad Verenigde Naties
- Resolutie 1377 Veiligheidsraad Verenigde Naties
- Resolutie 1438 Veiligheidsraad Verenigde Naties (2002)

Lijst ·  1335 ·  1336 ·  1337 ·  1338 ·  1339 ·  1340 ·  1341 ·  1342 ·  1343 ·  1344 ·  1345 ·  1346 ·  1347 ·  1348 ·  1349 ·  1350 ·  1351 ·  1352 ·  1353 ·  1354 ·  1355 ·  1356 ·  1357 ·  1358 ·  1359 ·  1360 ·  1361 ·  1362 ·  1363 ·  1364 ·  1365 ·  1366 ·  1367 ·  1368 ·  1369 ·  1370 ·  1371 ·  1372 ·  1373 ·  1374 ·  1375 ·  1376 ·  1377 ·  1378 ·  1379 ·  1380 ·  1381 ·  1382 ·  1383 ·  1384 ·  1385 ·  1386